# 杰克·斯沃特
杰克·斯沃特（英語：Jack Swart，1954年—），新西兰男子自行车运动员。他曾代表新西兰参加1978年和1982年英联邦运动会自行车比赛，获得一枚银牌和一枚铜牌。

## 家庭
弟弟斯蒂芬·斯沃特。